# Palau
Palau, plným názvem Republika Palau, je ostrovní prezidentská republika ležící v Tichém oceánu asi 500 kilometrů východně od Filipín. Tvoří nejzápadnější součást souostroví Karolíny.
Do roku 1994 bylo Palau poručenským územím OSN pod správou USA. Republika Palau je tedy jedním z nejmladších států světa. Metropolí je město Koror, hlavním městem je však sídlo Ngerulmud ve státě Melekeok na ostrově Babeldaob.
První zaznamenaná mapa tohoto ostrova byla zakreslena českým misionářem Pavlem Kleinem na základě popisu Palaunů, kteří ztroskotali na samarském pobřeží ve Filipínách.

## Dějiny
Počátky palauské historie jsou zahaleny tajemstvím. První obyvatelé Palau přišli na ostrovy okolo roku 1000 př. n. l. pravděpodobně z Filipín, Indonésie, Nové Guineje a Polynésie Před obdobím kolonialismu měli Palauané komplexní matriarchální společenské zřízení, ve kterém majetek ve vlastnictví klanu dědily ženy.
V minulosti se z Palau také dovážely kameny rai, které se používaly na souostroví Yap jako platidlo.

### Španělské a britské koloniální nároky
Prvním Evropanem, jenž ostrovy spatřil, byl pravděpodobně španělský objevitel Ruy López de Villalobos roku 1543. Španělsko si ostrovy oficiálně nárokovalo už od roku 1686, avšak neučinilo žádný pokus o jejich průzkum či kolonizaci (Palauské ostrovy byly součástí Španělské Východní Indie). 
První evropský pokus ostrovy kolonizovat nebo s nimi obchodovat byl učiněn až roku 1783, kdy na útesu u palauského ostrova Ulongu (skalnatý ostrov ležící mezi Kororem a Peleliu) ztroskotal se svojí lodí Antelope britský kapitán Henry Wilson. S pomocí kororského nejvyššího náčelníka Ibedula dokázal během 3 měsíců Wilson se svojí posádkou opravit loď. Wilson pak vzal na oplátku náčelníkova syna, prince Lebuu, na studium do Anglie. Ačkoliv Lebua zemřel krátce po příjezdu do Londýna na pravé neštovice, jeho přítomnost podnítila u mnoha Britů zájem o Palau. Britové se brzy stali na dalších 100 let hlavním palauským obchodním partnerem, než byli roku 1885 nahrazeni Španěly.
Během 19. století se španělští kněží neúspěšně pokoušeli šířit mezi obyvateli římskokatolickou víru a Španělé si činili na ostrovy nárok až do roku 1875, kdy je po britských protestech stáhli. Poté, co roku 1885 Německo obsadilo některé ostrovy, byl vyřešením sporu pověřen papež Lev XIII., který potvrdil nárok Španělska na Karolíny, ale s výhradou zachování obchodních koncesí pro Brity a Němce. Španělští kapucínští kněží zde poté vybudovali dva kostely, zavedli mezi obyvatelstvem používání latinské abecedy a vymýtili zdejší války mezi vesnicemi.

### V německé koloniální říši
Španělé se však na ostrovech setkali s odporem, a tak po svojí porážce ve Španělsko-americké válce prodali Palau s většinou Karolín v červnu 1899 Německu (německo-španělská smlouva (1899)). Poslední španělští vojáci opustili ostrovy v prosinci 1899.
Německo započalo s organizovaným využíváním zdejších přírodních zdrojů. Němci zde mimo jiné zakládali kokosové plantáže, na nichž nutili pracovat místní obyvatelstvo. Tehdy se zde rovněž rozšířily západní nemoci, které měly na zdejší obyvatelstvo zničující vliv. Administrativně Německo Palau v rámci Západních Karolín začlenilo k Německé Nové Guineji (mapa je zde) a ovládalo je až do 8. října 1914, kdy je obsadilo Japonsko, které je pak po porážce Německa na konci 1. světové války získalo roku 1919 na základě Versailleské mírové smlouvy.

### Pod mandátní správou Japonska

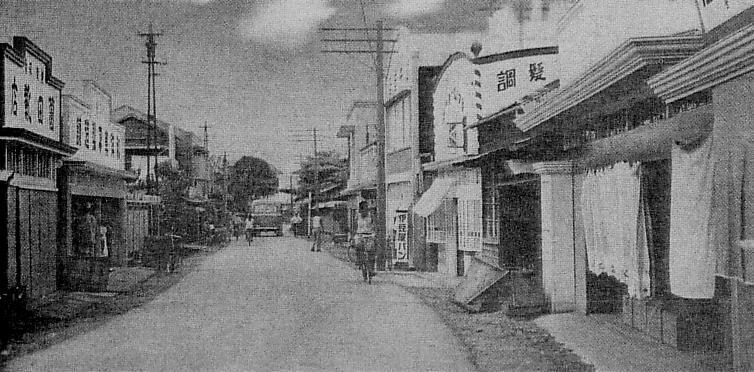
Město Koror v dobách japonské nadvlády (naprostá většina zástavby zničena americkou armádou v letech 1944–45)

Od 17. prosince 1920 bylo Palau součástí mandátního území Tichomořských ostrovů, které do správy Japonského císařství svěřila Společnost národů. Během následujících 30 let japonské vlády prodělala palauská kultura a společnost obrovské změny: došlo k založení veřejných škol, obyvatelstvu byla vnucována japonština, došlo k zavedení tržní ekonomiky a soukromého (místo dosavadního kmenového) vlastnictví půdy. Vesničtí náčelníci ztratili moc ve prospěch japonské koloniální byrokracie. Na Palau se tehdy přistěhovaly tisíce japonských, korejských a okinawských dělníků. Palauané rovněž přišli o svůj tradiční dědický systém, protože ztratili půdu, ať už prodejem či konfiskacemi. 1. dubna 1922 pak Japonsko začlenilo Palau do Jihomořské správní oblasti (japonsky Nan'jó Čó), zahrnující Marshallovy ostrovy, Palau, Karolíny a Severní Mariany. Koror se tehdy stal správním centrem celého japonského Tichomoří, moderním stylovým městem s dlážděnými cestami, elektrickou a vodovodní sítí, továrnami, obchody, lázněmi, restauracemi a lékárnami.
Roku 1935 Japonsko celé mandátní území anektovalo.[zdroj⁠?!] Koncem 30. let 20. století Japonsko izolovalo Palau od okolního světa a započalo zde se soustředěným budováním řady opevnění. Koncem roku 1941 se na Palau soustředily japonské síly určené k útoku na jižní Filipíny. Během posledních fází druhé světové války se zdejší japonská opevnění stala terčem spojeneckých útoků. Spojenci se vylodili na zdejších ostrovech Peleliu (Bitva o Peleliu) a Angaur (Bitva o Angaur), zatímco na podstatně lidnatějších ostrovech Kororu a Babeldaobu (kam Japonci přemístili většinu Palauanů) nikdy nedošlo k invazi a japonské jednotky na těchto ostrovech byly izolovány. V období od 15. září do 27. listopadu 1944 pak USA dobyly a obsadily Peleliu a Angaur. Izolované jednotky na ostatních ostrovech se vzdaly na konci války.

### Americká správa a získání nezávislosti (1994)
Po skončení 2. světové války od 18. července 1947 Palauské ostrovy tvořily v rámci nově zřízeného poručenského území Tichomořské ostrovy samostatný distrikt Palau, který byl jedním ze šesti ostrovních distriktů tohoto poručenského území OSN, které bylo svěřeno do správy USA. V rámci svého mandátu ve snaze připravit Palau na budoucí nezávislost vylepšily USA zdejší infrastrukturu a školství. Palauané se v referendu roku 1978 rozhodli z důvodu jazykových a kulturních rozdílů nepřipojit se k Federativním státům Mikronésie. Roku 1980 přijalo Palau vlastní ústavu a 1. ledna 1981 došlo k přeměně distriktu Palau na autonomní Palauskou republiku, která nadále až do roku 1994 zůstávala poručenským územím OSN ve správě USA. Roku 1982 podepsala Palauská republika s USA dohodu o volném přidružení. Po dlouhém přechodném období, během něhož došlo k násilné smrti dvou palauských prezidentů (Haruo Ignacia Remeliika 30. června 1985 po atentátu a Lazaruse Eitara Salii 20. září 1988 po sebevraždě), byla nakonec po osmi referendech a dodatku k palauské ústavě roku 1993 dohoda o volném přidružení schválena a vstoupila v platnost 1. října 1994, kdy se Palauská republika stala plně samostatným státem. Ještě předtím zrušila OSN dne 25. května 1994 poručenskou správu nad Palau.

## Státní symboly

### Vlajka
Palauská vlajka je tvořena bleděmodrým listem o poměru stran 5:8. Uprostřed je žluté kruhové pole o průměru tří pětin šířky vlajkového listu, který je posunut mírně k žerďovému okraji.

### Znak
Palauský státní znak nebyl po vyhlášení republiky nikdy zaveden, jeho funkci plní státní pečeť.

## Politika
Státní zřízení Republiky Palau do značné míry kopíruje politický systém USA. Stejně jako v USA existuje i zde prezidentský systém. Hlavou státu a zároveň i předsedou vlády je obyvatelstvem volený prezident, s funkčním obdobím 4 let. Palauského prezidenta, který je hlavou státu a zároveň i předsedou vlády, volí každé 4 roky palauské obyvatelstvo. Současným prezidentem Tommy Esang Remengesau, Jr., který se funkce ujal 17. ledna 2013 (ve funkci byl již mezi roky 2001 a 2009).
Palau má dvoukomorový parlament zvaný Olbiil Era Kelulau. Skládá se ze sněmovny delegátů, která má 16 členů (1 z každého palauského státu) a senátu, který má 9 členů. Členové obou komor jsou voleni na období 4 let. Každý ze 16 palauských spolkových států má vlastní parlament, ústavu, vládu a volené představitele.

### Palauské státy

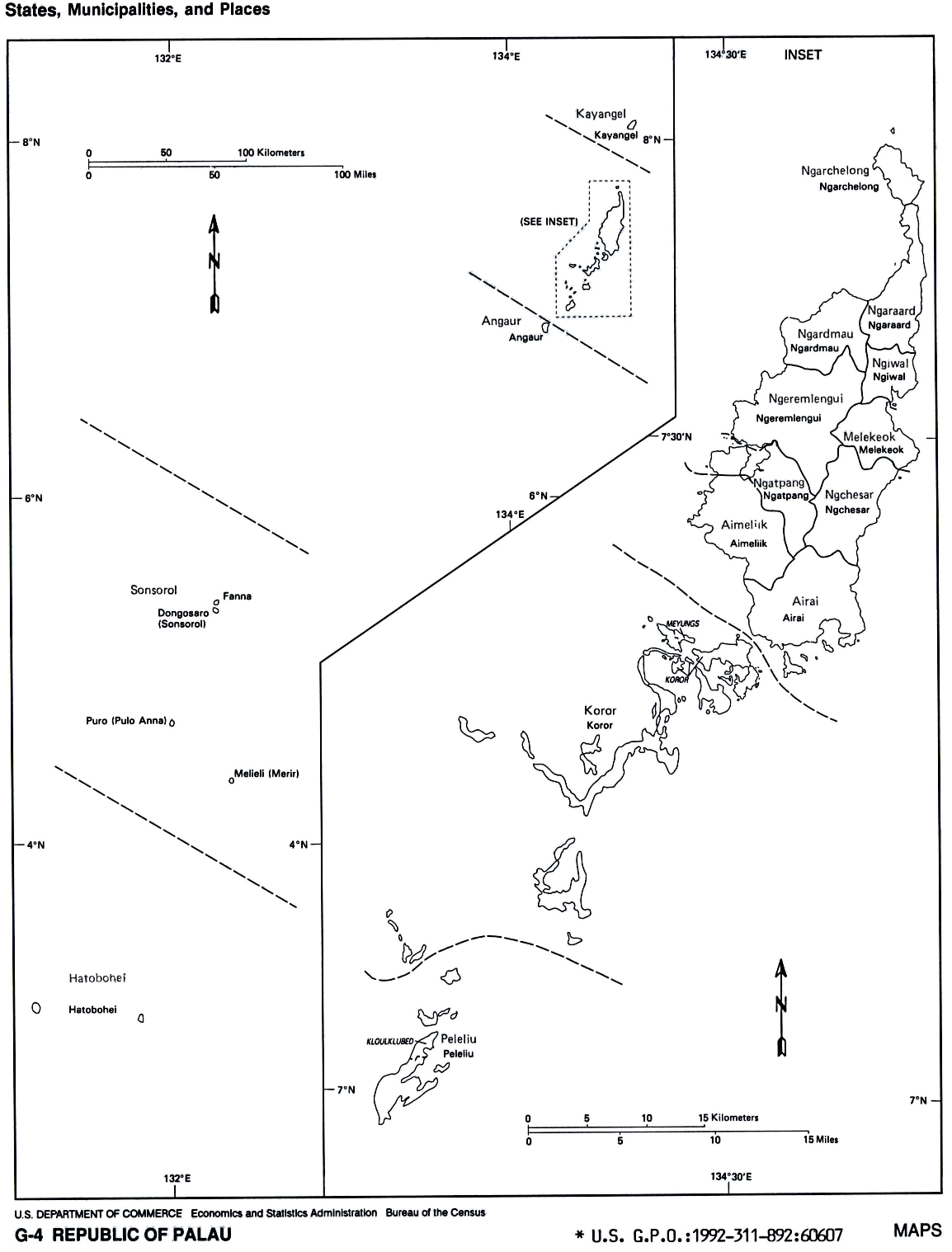
16 států Republiky Palau

Palau se skládá ze 16 správních celků, zvaných státy (původně označovány jako obce):
- Aimeliik
- Airai
- Angaur
- Hatohobei
- Kayangel
- Koror
- Melekeok
- Ngaraard
- Ngarchelong
- Ngardmau
- Ngatpang
- Ngchesar
- Ngeremlengui
- Ngiwal
- Peleliu
- Sonsorol

## Geografie
Palau je skupinou 26 ostrovů a asi 300 ostrůvků, z nichž všechny kromě 6 leží uvnitř rozsáhlé laguny uzavřené bariérovým útesem. Jsou nejzápadnější ze šesti hlavních ostrovních skupin, tvořících souostroví Karolíny. Z celé skupiny je obydleno pouze 11 ostrovů, z nichž největší je Babeldaob. K dalším důležitým ostrovům náleží Angaur, Koror, na němž žijí dvě třetiny palauského obyvatelstva, a Peleliu. Severně od Babelthuapu leží korálový atol Kayangel. Jihozápadně od ostrova Kororu se ve stejnojmenném státě rozkládá skupina asi 300 neobydlených ostrůvků zvaná Rock Islands (světové přírodní dědictví UNESCO). Asi 600 km jižně od ostrova Angaur se rozkládá izolovaná skupina Jihozápadních ostrovů, které jsou také součástí Republiky Palau.

## Hospodářství
Palau je rozvojový zemědělský stát. Ze zemědělských plodin se sklízí kokosové ořechy (kopra), maniok a tropické ovoce. Pro živočišnou výrobu je nejdůležitější rybolov.

## Zajímavosti
- Ostrovy na podmořském hřbetě jsou na jihovýchodě lemovány hlubokomořským příkopem, hlubokým 8138 m.
- Jedna ze tří zemí (kromě Lichtenštejnska a Bruneje), která má nulový státní dluh.
- Palau se přidala ke koalici zemí ve Válce proti teroru, a to i přesto, že nemá armádu.
- Považujeme-li za hlavní město země Koror (nejlidnatější město, jež tuto funkci plnilo až do roku 2006, než ho nahradil Ngerulmud), pak je Palau zemí, jež má své hlavní město (resp. jeho střed) nejblíže svému geografickému středu (těžišti), a to s ohledem na průměr kružnice opsané veškerému jeho území (menší země mají obvykle hlavní město a střed blíže sobě). Každé zemi lze přiřknout určitou hodnotu relativní vzdálenosti jejího hlavního města a středu, jež se dá vypočítat ze vzorce {\displaystyle 100-{\frac {100l}{r}}}, kde l je vzdálenost obou bodů a r je poloměr kružnice opsané. Palau dosahuje hodnoty 98,19, zatímco Španělsko, jež je na druhém místě, již jen 97,33.[9]